# Łapsze Niżne
Łapsze Niżne (slowakisch Nižné Lapše, ungarisch Alsólápos bis 1892 Alsó-Laps; deutsch Unterlapsch) ist ein Dorf im Powiat Nowotarski der Woiwodschaft Kleinpolen in Polen. Es ist Sitz der gleichnamigen Landgemeinde mit etwa 9300 Einwohnern.

## Geschichte
Łapsze Niżne ist eines der vierzehn Dörfer in der Polnischen Zips. Es gehörte bis 1918 zum Königreich Ungarn und lag dort verwaltungstechnisch im Komitat Zips.
Das Dorf wurde 1274 als eine Pfarrei zum ersten Mal schriftlich erwähnt. Die Gegend wurde während der mittelalterlichen Ostsiedlung von deutschen Kolonisten besiedelt. Der Name ist abgeleitet vom Wort łopuch, rumänisch lapus, goralisch łapsy.
Im 19. Jahrhundert wurde Slowakisch die Sprache der Kirche und der Schule, aber die lokalen Goralen sprachen Goralisch, einen polnischstämmigen Dialekt, der in den ungarischen Volkszählungen im Gegensatz zu den goralischen Dörfern der Arwa immer als Slowakisch betrachtet wurde. Später wurde eine Politik der Magyarisierung betrieben.
1918, nach dem Ende des Ersten Weltkriegs und dem Zusammenbruch der k.u.k. Monarchie, wurde das Dorf Teil der neu entstandenen Tschechoslowakei. In Folge der tschechoslowakisch-polnischen Grenzkonflikte im Zips-Gebiet wurde der Ort 1920 der Zweiten Polnischen Republik zugesprochen. Zwischen den Jahren 1920 und 1925 gehörte er zum Powiat Spisko-Orawski, ab 1. Juli 1925 zum Powiat Nowotarski. Im Jahre 1921 hatte die Gemeinde 123 Häuser mit 610 Einwohnern, davon 610 Polen, sechs Juden, einem anderer Nationalität, 610 römisch-katholischen, einem evangelischen, 6 israelitischen.
Von 1939 bis 1945 wurde das Dorf ein Teil des Slowakischen Staates.

## Gemeinde
Die Landgemeinde (gmina wiejska) hat etwa 9300 Einwohner auf einer Fläche von 124,79 km². Zu ihr gehören acht Dörfer mit neun Schulzenämtern.